# Nordea Masters
De Nordea Masters (voorheen de Scandinavian Masters of de SAS Masters) maakt deel uit van de Europese PGA Tour. Het is een jaarlijks internationaal toernooi voor golfprofessionals. Het toernooi wordt sinds 1994 altijd in Stockholm of Malmö gespeeld. In 2009 wordt het toernooi voor de tiende keer op de Barsebäck Golf & Country Club in Malmö gespeeld.
De SAS Masters (Ladies) was van 2002-2009 ook een toernooi op de Ladies European Tour.

## Winnaars
| Jaar                                   | Golfbaan                    | Winnaar               | Score                | Score                | Info                                                        |
| Scandinavian Masters                   | Scandinavian Masters        | Scandinavian Masters  | Scandinavian Masters | Scandinavian Masters | Scandinavian Masters                                        |
| -------------------------------------- | --------------------------- | --------------------- | -------------------- | -------------------- | ----------------------------------------------------------- |
| 1991                                   | Drottningholm, Stockholm    | Colin Montgomerie (1) | 270                  | -18                  |                                                             |
| 1992                                   | Barsebäck, Malmö            | Nick Faldo            | 277                  | -11                  |                                                             |
| 1993                                   | Forsgardens, Kungsbacka     | Peter Baker po        | 278                  | -10                  | play-off gewonnen van Anders Forsbrand                      |
| 1994                                   | Drottningholm, Stockholm    | Vijay Singh           | 268                  | -20                  |                                                             |
| Volvo Scandinavian Masters             |                             |                       |                      |                      |                                                             |
| 1995                                   | Barsebäck, Malmö            | Jesper Parnevik (1)   | 270                  | -18                  |                                                             |
| 1996                                   | Barsebäck, Malmö            | Lee Westwood po (1)   | 281                  | -7                   | play-off gewonnen van Paul Broadhurst en Russell Claydon    |
| 1997                                   | Barsebäck, Malmö            | Joakim Haeggman       | 270                  | -18                  |                                                             |
| 1998                                   | Kungsängen, Stockholm       | Jesper Parnevik (2)   | 273                  | -11                  |                                                             |
| 1999                                   | Barsebäck, Malmö            | Colin Montgomerie (2) | 268                  | -20                  |                                                             |
| 2000                                   | Kungsängen, Stockholm       | Lee Westwood (2)      | 270                  | -14                  |                                                             |
| 2001                                   | Barsebäck, Malmö            | Colin Montgomerie (3) | 274                  | -14                  |                                                             |
| 2002                                   | Kungsängen, Stockholm       | Graeme McDowell       | 270                  | -14                  |                                                             |
| Scandic Carlsberg Scandinavian Masters |                             |                       |                      |                      |                                                             |
| 2003                                   | Barsebäck, Malmö            | Adam Scott            | 277                  | -11                  |                                                             |
| Scandinavian Masters by Carlsberg      |                             |                       |                      |                      |                                                             |
| 2004                                   | Barsebäck, Malmö            | Luke Donald           | 272                  | -16                  |                                                             |
| 2005                                   | Kungsängen, Stockholm       | Mark Hensby po        | 262                  | -22                  | play-off gewonnen van Henrik Stenson                        |
| EnterCard Scandinavian Masters         |                             |                       |                      |                      |                                                             |
| 2006                                   | Barsebäck, Malmö            | Marc Warren po        | 278                  | -10                  | play-off gewonnen van Robert Karlsson                       |
| Scandinavian Masters                   |                             |                       |                      |                      |                                                             |
| 2007                                   | Arlandastad Golf, Stockholm | Mikko Ilonen (1)      | 274                  | -6                   |                                                             |
| SAS Masters                            |                             |                       |                      |                      |                                                             |
| 2008                                   | Arlandastad Golf, Stockholm | Peter Hanson          | 271                  | -9                   |                                                             |
| 2009                                   | Barsebäck, Malmö            | Ricardo González      | 282                  | -10                  |                                                             |
| Nordea SAS Masters                     |                             |                       |                      |                      |                                                             |
| 2010                                   | Bro Hof Slott Golf Club     | Richard S Johnson     | 277                  | -11                  |                                                             |
| Nordea Masters                         |                             |                       |                      |                      |                                                             |
| 2011                                   | Bro Hof Slott Golf Club     | Alexander Norén (1)   | 273                  | -15                  | won met 7 slagen voorsprong                                 |
| 2012                                   | Bro Hof Slott Golf Club     | Lee Westwood (3)      | 269                  | -19                  | 22ste Tour-overwinning, nummer 3 op de OWGR                 |
| 2013                                   | Bro Hof Slott Golf Club     | Mikko Ilonen (2)      | 267                  | -21                  |                                                             |
| 2014                                   | PGA of Sweden National      | Thongchai Jaidee po   | 272                  | -16                  | play-off gewonnen van Victor Dubuisson en Stephen Gallacher |
| 2015                                   | PGA of Sweden National      | Alex Norén (2)        | 276                  | -12                  | 4de Tour-overwinning, 5de meervoudige winnaar               |

## Birdie record
Fred Couples maakte in 1991 tijdens de tweede ronde op de Scandinavian Masters 12 birdies, en vestigde hiermee een record op de Europese Tour. Het record is inmiddels geëvenaard door Ernie Els tijdens de Dubai Desert Classic op de Emirates GC in 1994, door Russell Claydon tijdens de Mercedes German Masters op de Berliner G&CC in 1995 en door Darren Clarke tijdens het Smurfit European Open op The K Club in 1999.

## SAS Masters (Ladies)
SAS was ook sponsor van de Ladies Norwegian Masters, dat daardoor ook de naam SAS Masters kreeg. Dit werd gewonnen door:
- 2002:  Laura Davies
- 2003–05: Niet gespeeld
- 2006:  Laura Davies
- 2007:  Suzann Pettersen
- 2008:  Gwladys Nocera
- 2009:  Diana Luna